# Fiaker

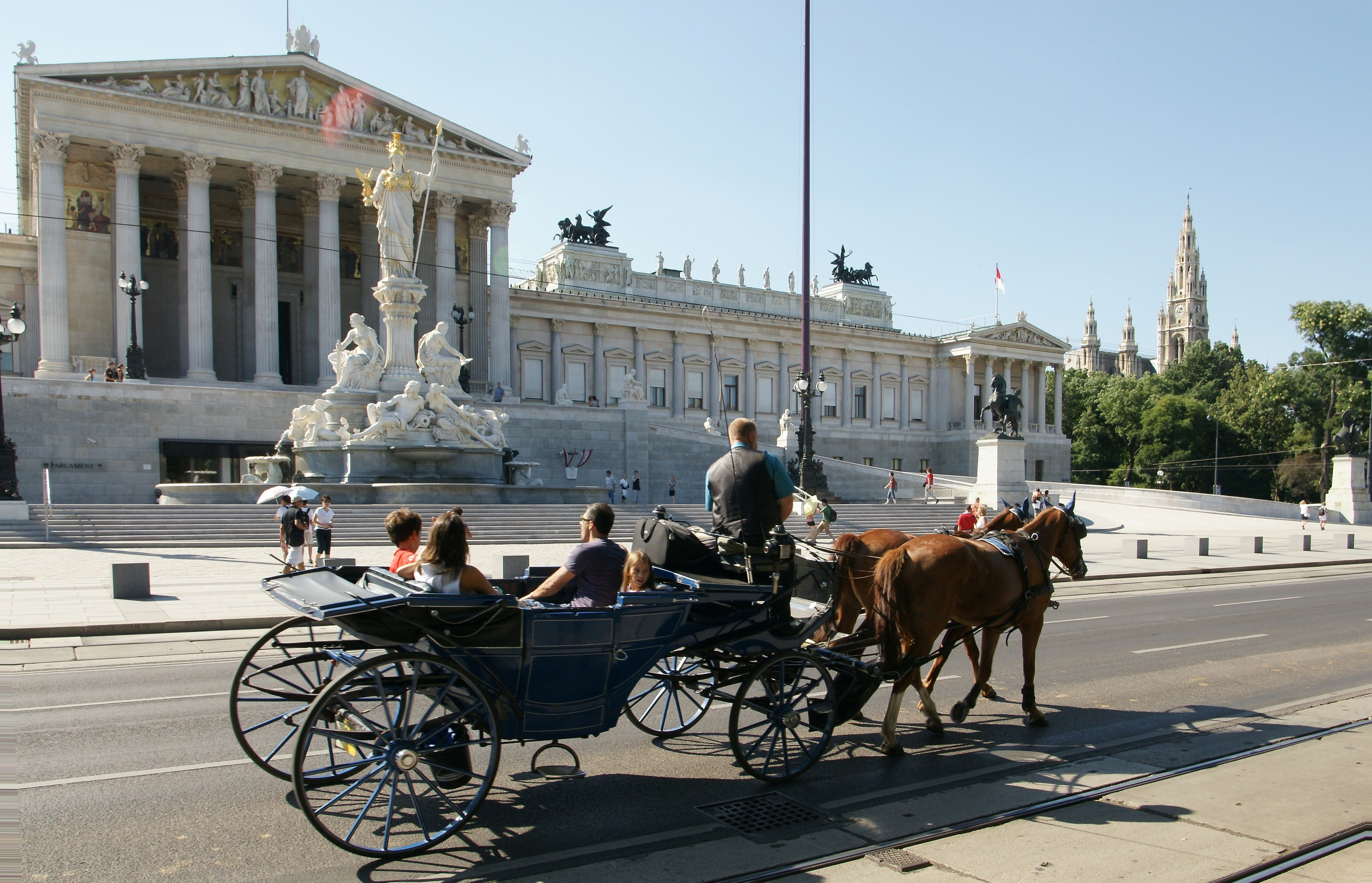
Fiaker vor dem österreichischen Parlamentsgebäude in Wien

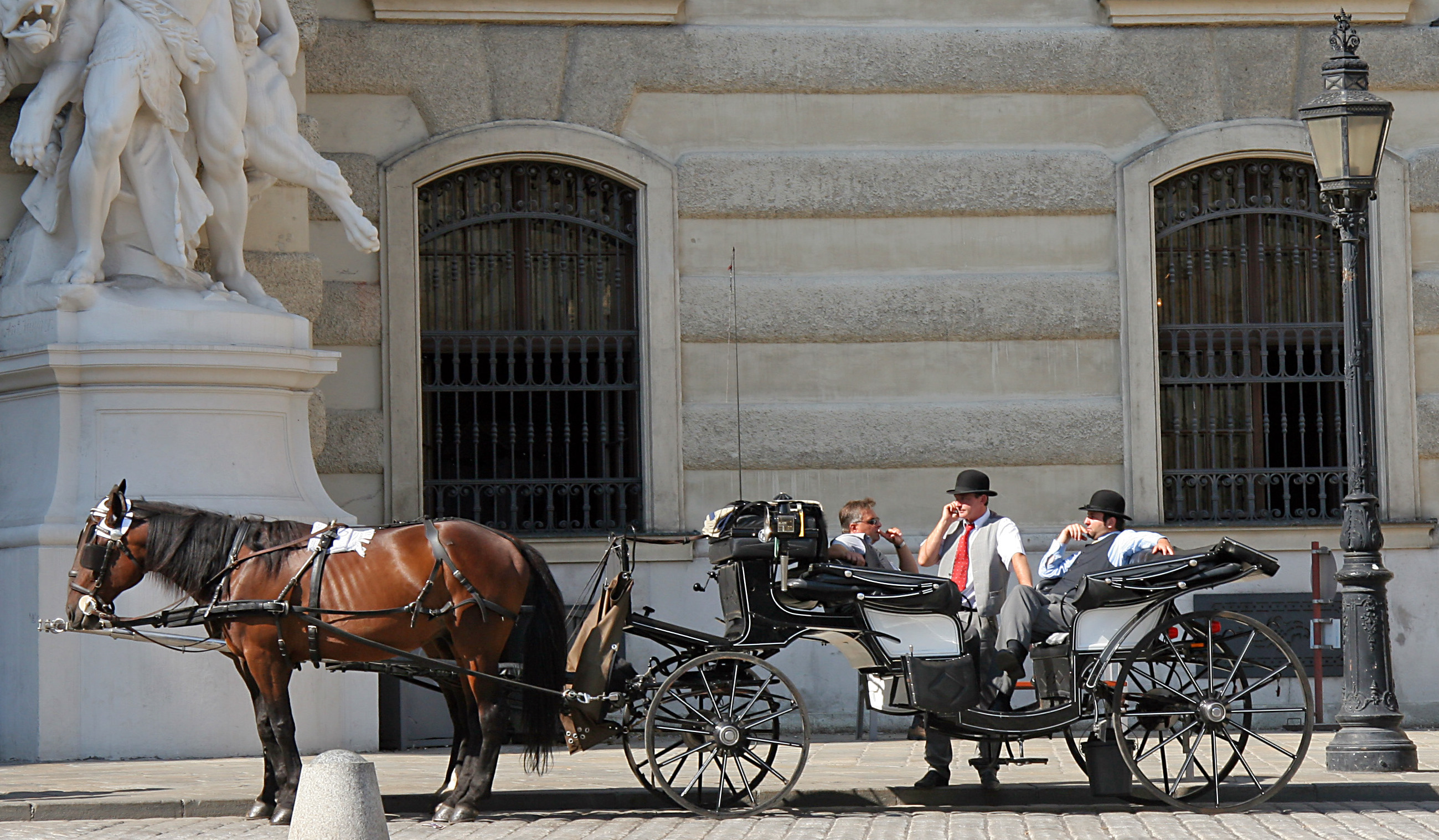
Fiaker mit rastenden Kutschern in Wien

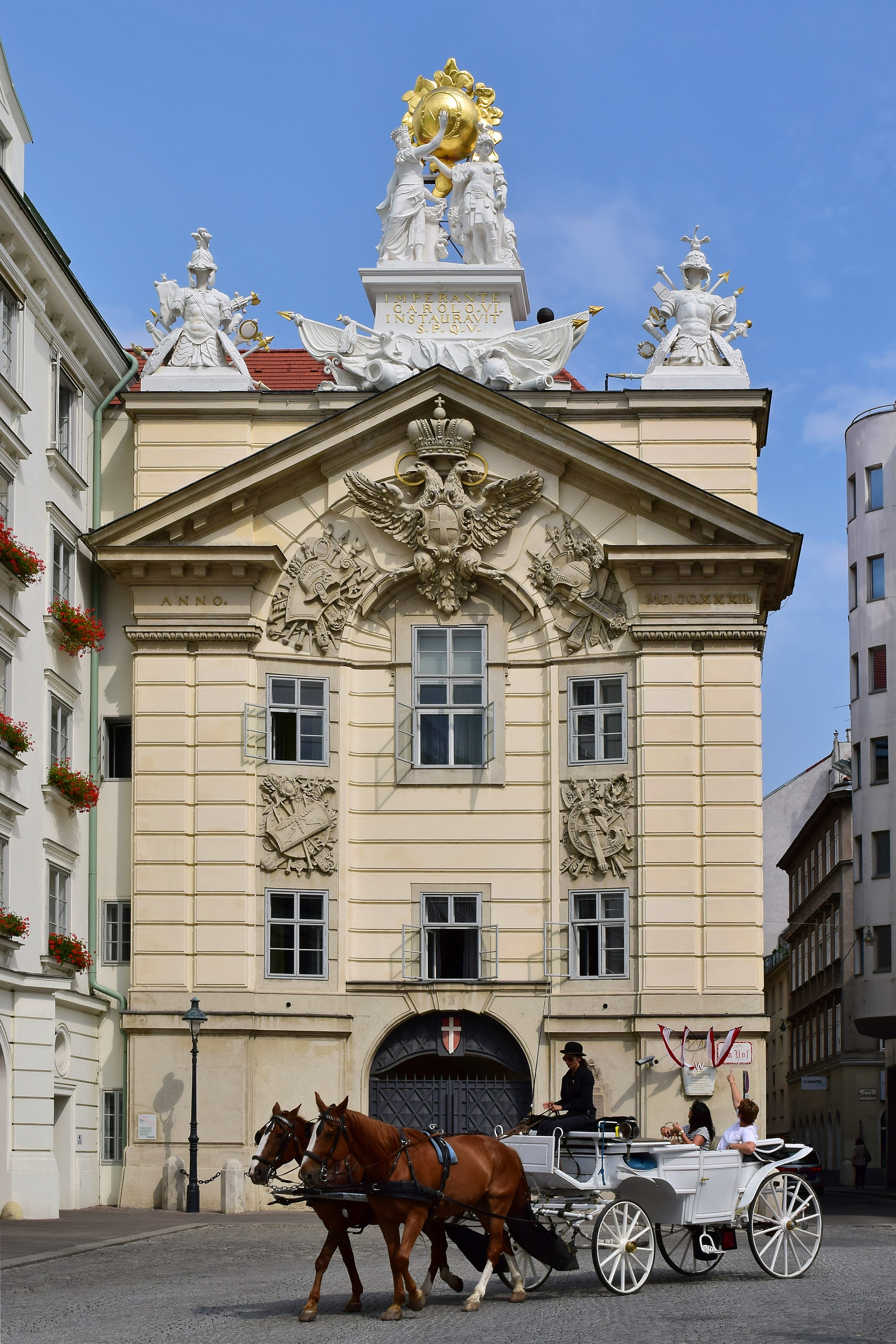
Fiaker vor dem Bürgerlichen Zeughaus
Am Hof in Wien

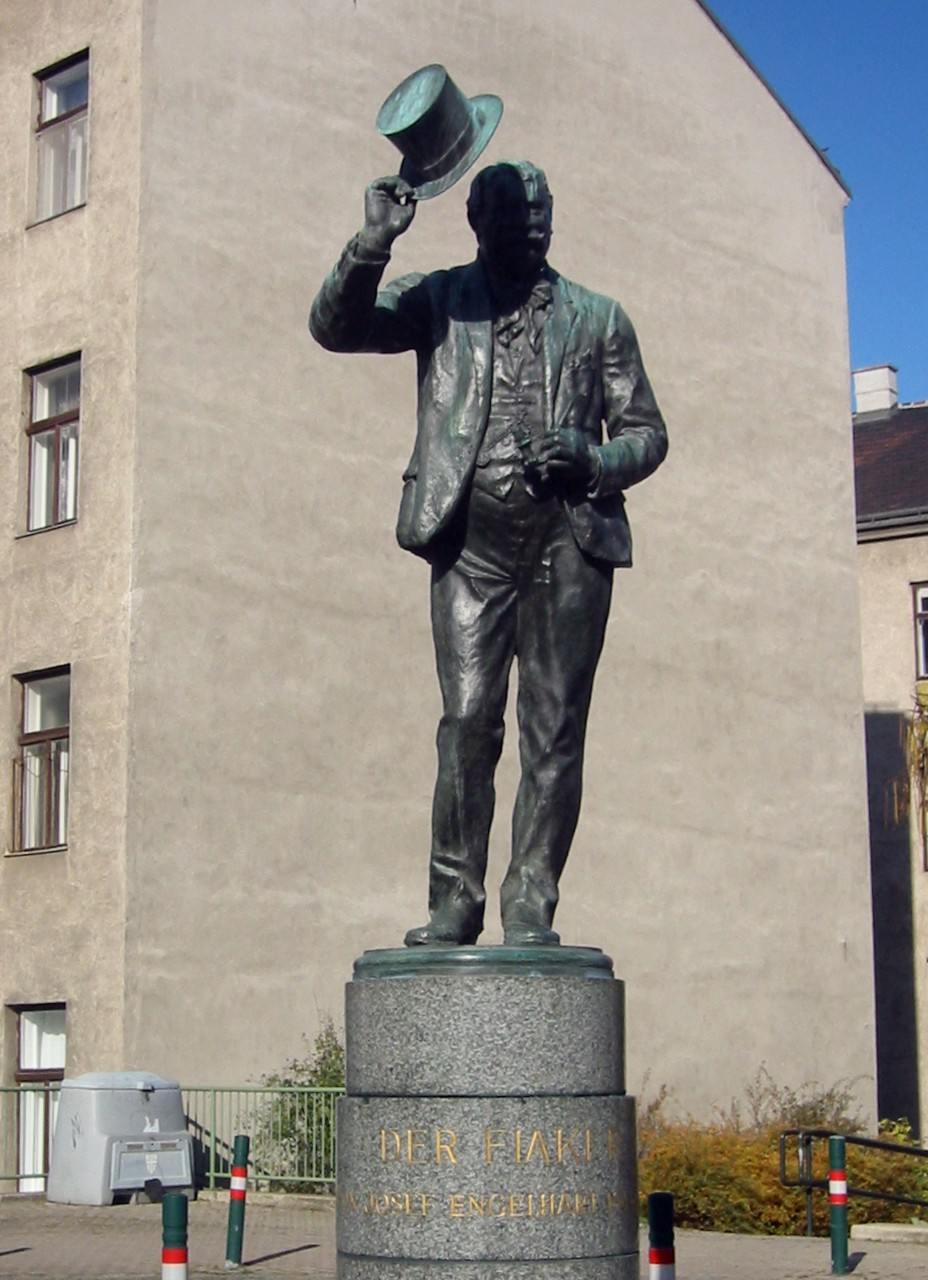
Das Fiakerdenkmal von Josef Engelhart am Fiakerplatz in Wien-Landstraße

Als Fiaker (kroatisch fijaker, ungarisch fiáker) wird sowohl eine zweispännige Lohnkutsche bezeichnet als auch deren Kutscher.

## Etymologie
Der Begriff Fiaker wurde im 18. Jahrhundert aus französisch Fiacre entlehnt. In der Rue de Saint Fiacre in Paris befand sich der erste Standplatz für Lohnkutschen, die der französische Kaufmann und Pferdehändler Nicolas Souvage seit 1662 zum Einsatz brachte. Die Rue de Saint Fiacre wiederum ist benannt nach dem heiligen Einsiedler Fiacrius, der im 7. Jahrhundert von Irland nach Frankreich kam und in einem Waldstück südöstlich von Meaux (Département Seine-et-Marne) eine Einsiedelei gründete. Den nötigen Grund und Boden verdankte er dem Bischof Faro von Meaux.
Der Begriff Fiaker war schon nach kurzer Zeit im deutschen Sprachraum nur noch in Bayern und Österreich gebräuchlich (und somit in tschechisch, kroatisch und serbisch). Außerhalb Bayerns und Österreichs setzte sich in deutsch der Begriff Droschke durch.

## Geschichte

### Fiaker in Wien
In Wien wurde 1693 die erste Lizenz erteilt. Die nummerierten und lizenzierten Kutschen lösten die früher unnummerierten Janschky-Wagen ab, womit ein Vorläufer des Taxi entstand. Etwa um diese Zeit führte man auch fixe Standplätze nach Pariser Vorbild ein. Dort warben die Kutscher in der Rue de St. Fiacre um Kundschaft, was den Kutschen auch ihren Namen verlieh. Um 1700 gab es in Wien ungefähr 700 Fiaker. In der besten Zeit von 1860 bis 1900 waren es über 1000 Wagen.
Die Fiaker waren oft stadtbekannte Originale, darunter Josef Bratfisch und Karl Mayerhofer. Angeblich wohnten früher besonders viele Fiaker im Fiakerdörfl beim Fiakerplatz im 3. Bezirk. Hier befindet sich das 1937 von Josef Engelhart geschaffene Fiakerdenkmal, das vermutlich den Fiaker Josef Schmutz (umgangssprachlich: Schuaster Fraunz) darstellt.
Bis 1913 fand jeweils am Aschermittwoch der Fiakerball statt, u. a. in Zobels Bierhalle im 15. Bezirk, der auch von Angehörigen gehobener gesellschaftlicher Kreise besucht wurde und von dem die zweite Strophe des Fiakerlieds handelt. 1993 wurde diese Tradition wiederbelebt.
Fiaker stellen eine beliebte Touristenattraktion dar und bieten von mehreren Standplätzen aus meist Rundfahrten im Bereich der Wiener Altstadt an. Außerdem werden am Wiener Zentralfriedhof zwei Rundfahrten und im Schlosspark Schönbrunn eine Rundfahrt angeboten. 2008 gab es 144 Fiaker, wovon die eine Hälfte an geraden, die andere an ungeraden Tagen fährt. Die Kutschfahrten sind nach wie vor ein Saisongeschäft, daher werden die Wintermonate genutzt, um die zum Teil mehr als 100 Jahre alten Kutschen aufwendig zu restaurieren. Im November sowie im Jänner und Februar sind nur etwa 1/3 der Kutschen im Dienst. Standplätze befinden sich am Stephansplatz, Heldenplatz, Michaelerplatz und Petersplatz sowie beim Burgtheater und bei der Albertina hinter der Wiener Staatsoper. Die Preise für Rundfahrten unterschiedlicher Länge werden von der Stadt Wien festgesetzt. Zusätzlich werden kulinarische Stadtrundfahrten angeboten.
Seit 1984 gibt es bei den Wiener Fiakern auch Kutscherinnen. Seit 1998 ist in Wien eine spezielle Prüfung, die Fahrdienstprüfung notwendig, um einen Fiaker lenken zu dürfen. Im Rahmen dieser Prüfung werden Grundkenntnisse über die wichtigsten Wiener Sehenswürdigkeiten verlangt. Die Betriebsordnung für Fiaker- und Pferdemietwagenunternehmen regelt unter anderem die traditionelle Bekleidung der Fiakerfahrer. So ist zum Beispiel im aktiven Dienst, also während der Fahrt mit Passagieren als Kopfbedeckung die Melone vorgeschrieben.
Seit 2017 sind die Arbeitszeiten der Fiakerpferde streng begrenzt. Jedes Pferd darf maximal 18 Tage im Monat eingesetzt werden, die möglichst nicht aufeinander folgen sollen. Zudem finden vorgeschriebene veterinärmedizinische Kontrollen mehrfach im Jahr statt (zwei Stallvisiten durch die Veterinärbehörde der Stadt Wien (MA60) pro Jahr plus unangekündigte Kontrollen am Standplatz).
Im Jahr 2021 sind 324 Pferde bei der Stadt Wien als Fiakerpferde registriert – verteilt auf 21 unterschiedliche Betriebe.

### Fiaker in anderen Städten
Fiaker gab es auch in anderen Städten der k.u.k. Donau-Monarchie (von Prag über Budapest bis Lemberg) und noch bis heute gehören sie in einigen österreichischen Tourismushochburgen (etwa Wien, Salzburg) zum Altstadtbild. Im tschechischen Karlsbad ist der Innenstadtverkehr für Kraftfahrzeuge beschränkt und touristisch erschließen Fiaker das Bäderzentrum.
In Rom arbeiteten im Oktober 2016 etwa 50 Fiaker, in den 1980er Jahren waren es noch etwa dreimal so viele. Tierschützer haben 10.000 Unterschriften gegen die Kutschen bei der Gemeinde eingebracht, da die Pferde nicht nur bei 35 °C Hitze leiden würden. Letztlich will Bürgermeisterin Virginia Raggi die Pferdekutschenfahrten abschaffen, und der Chef der Umweltkommission hält es im heutigen Verkehr nicht für geeignet.
In den Vereinigten Staaten gibt es im New Yorker Central Park einen Fiakerdienst.

#### Historisches
In Graz bot zuletzt noch um 2000 Josef Uitz eher sporadisch und als einziger Fiakerdienste am Grazer Hauptplatz an. Er kam mit dem Zweispänner von seinem Betriebsstandort in der Triester Straße 390 (2,5 km südlich des Zentralfriedhofs) etwa anlässlich zu Hochzeiten zum sechs Kilometer entfernten Rathaus. Er starb am 9. August 2014.
In Feldkirchen bei Graz, rund 4 km südlich des Zentralfriedhofs Graz, hat der Museumsverein folgende Dokumente archiviert: 1854 bittet Johann Florianz die Gemeindevorstehung um Erwirkung seiner „Fiaker-Gewerbe-Verleihung“, 1909 entwirft die Marktgemeindevorstehung einen „neuen Fiakertarif“, 1910 erscheint eine „Lohnkutscher-Ordnung für die Ein- und Zweispänner-Lohnkutscher“ und ein „Fiaker-Tarif“.
In Salzburg berichtet am 23. April 1943 die Salzburger Zeitung auf Seite 3 über die Kutscher in Salzburg.

### Fiaker in der Musik
In vielen Liedern spielen die Fiaker eine Rolle. Das berühmteste Fiakerlied stammt von Gustav Pick. In der Oper Arabella von Richard Strauss tritt die Figur der Fiakermilli auf, eine Hommage an die Volkssängerin Emilie Turecek, die mit einem Fiaker verheiratet war.

## Kritik

### Straßenbild

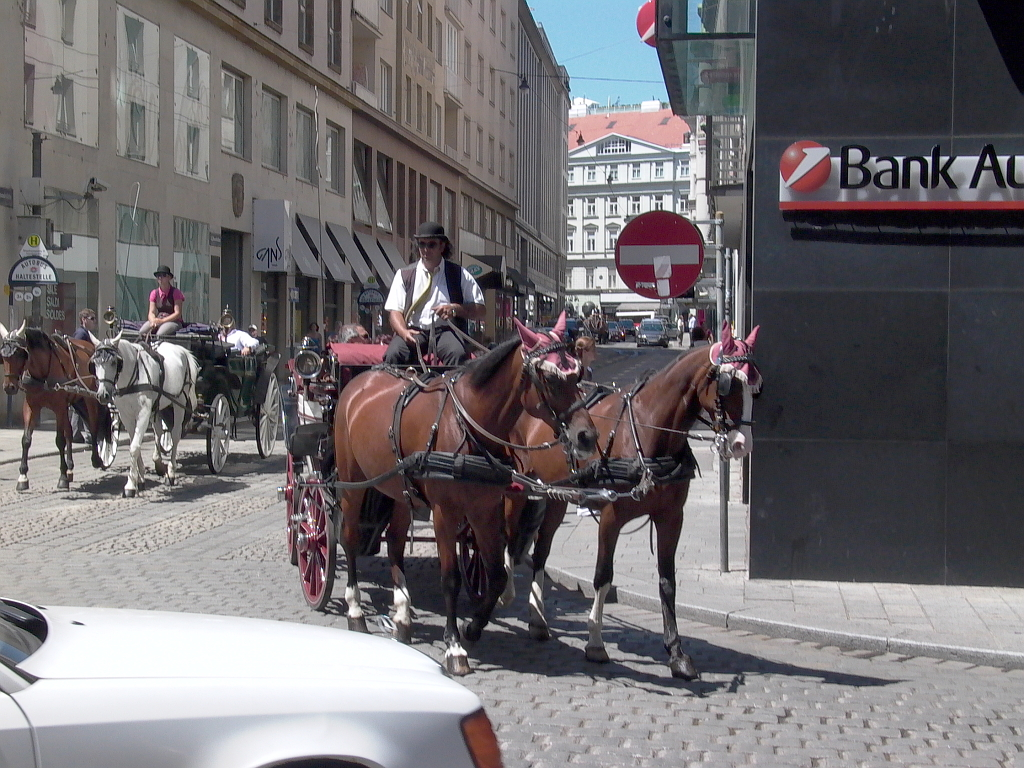
Pferde im Straßenverkehr

Die Verunreinigung der Wiener Innenstadt durch Pferdeäpfel der umherfahrenden Fiaker und die dadurch gegebene Geruchsbelästigung führten dazu, dass den Wiener Fiakerpferden zum 1. Juli 2004 per Landesgesetz Pooh-Bags verordnet wurden. Diese Regelung ist unter den Fiakern umstritten, andererseits ist bei Missachtung eine hohe Geldstrafe vorgesehen. Zudem kam die Stadtverwaltung 2007 zum Schluss, dass die eisernen Hufeisen das Straßenpflaster stärker abnutzen als Autos und Lastwagen, was zu Sanierungskosten von rund sechs Millionen Euro geführt habe, und verordnete den Tieren deshalb probeweise Kunststoff-Hufeisen.

### Tierschutz

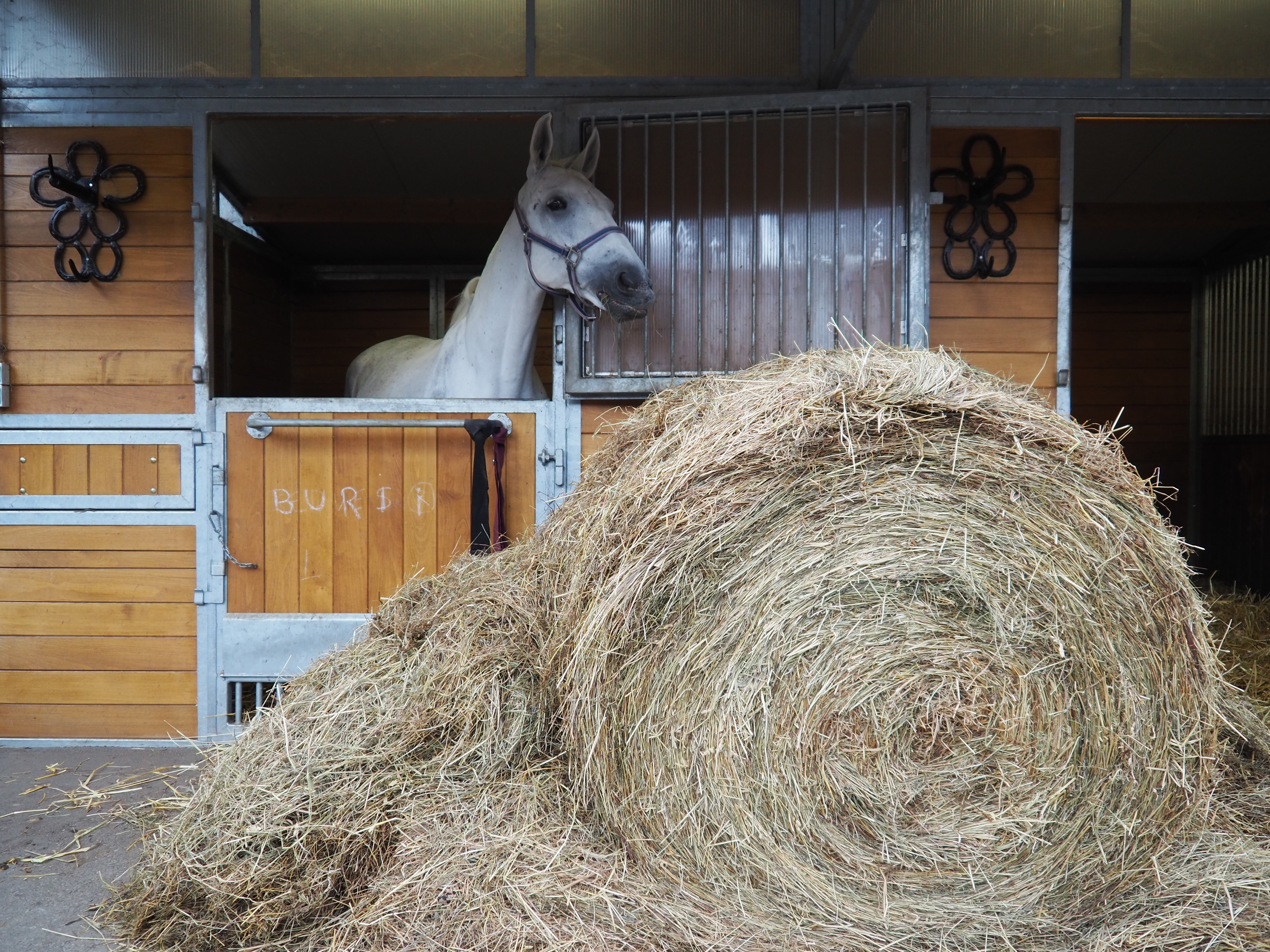
Fiakerpferd in den Stallungen in Wien-Simmering

Die Tierschutzorganisation Verein gegen Tierfabriken  kritisierte 2006 die Bedingungen, unter denen Fiakerpferde eingesetzt werden und ihre Unterbringung während arbeitsfreier Zeiten. Laut dieser Organisation wurden schon Fälle dokumentiert, wo Pferde in Kellergewölben in Anbindehaltung untergebracht waren.
Für Fiakerpferde in Wien stehen zur Kühlung Wasserschläuche bereit. Seit Herbst 2011 tragen Fiaker Nummerntafeln und führen Fahrtenbücher, in die Fahrten, Fütterungen sowie Ruhepausen eingetragen werden.

Die Tierschutzorganisation Vier Pfoten fordert das Verbot von Fiakern, da diese auch in Verkehrsunfälle verwickelt sind. In einer Parteien-Befragung vor der Wien-Wahl 2020 sprachen sich die Grünen und NEOS für ein Fiaker-Verbot in der Wiener Innenstadt aus, während alle Parteien zustimmten, dass Förderungen für Fiaker-Betriebe in Zukunft an Tierschutz-Bedingungen geknüpft werden sollen. 

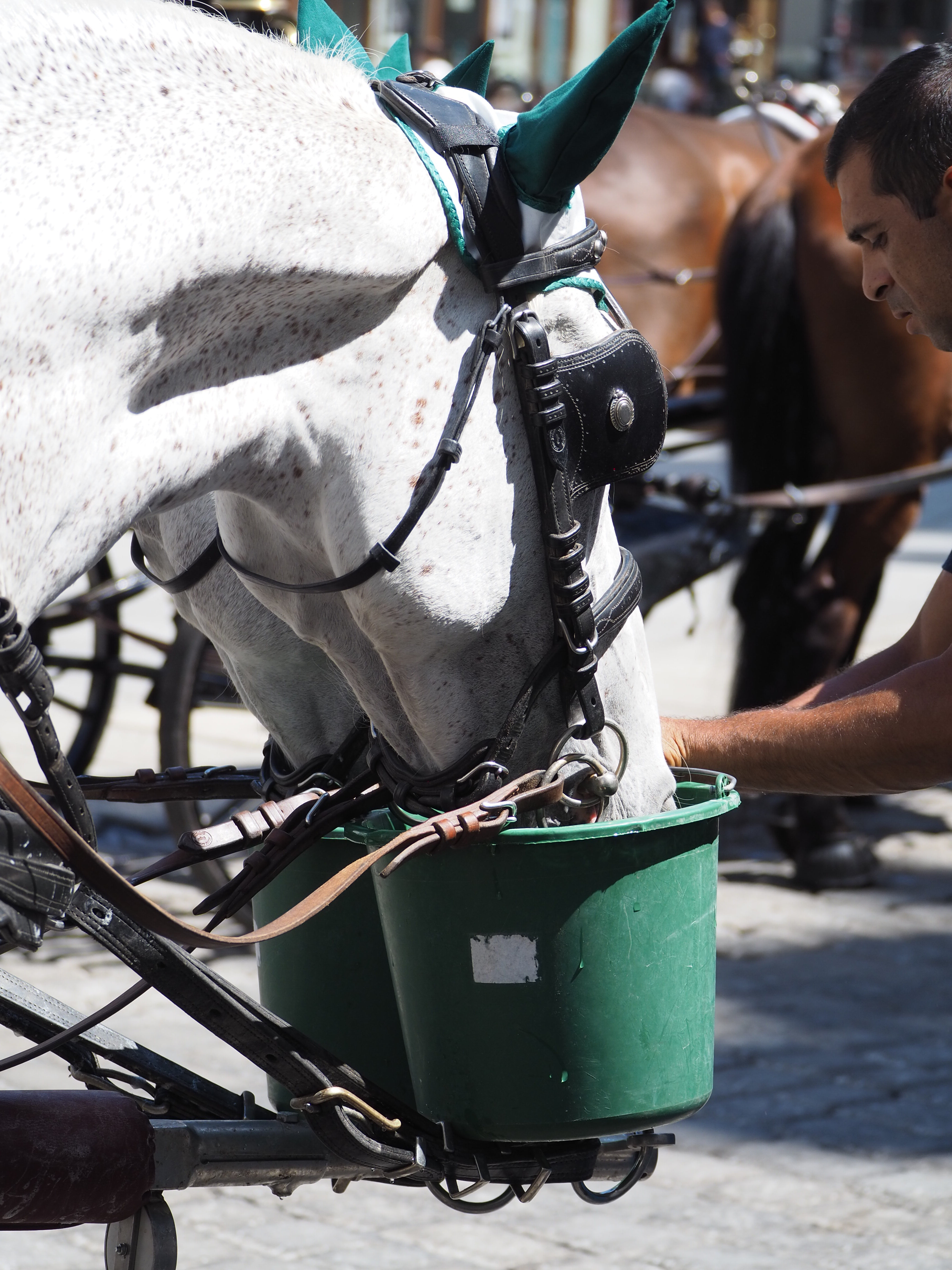
Fiakerpferde werden regelmäßig getränkt – dies muss im Fahrtenbuch eingetragen werden

Dem gegenüber stehen alleine im Jahr 2019 laut offiziellen Zahlen der Veterinärbehörde der Stadt Wien 2520 Einzelkontrollen, auf die 2 Anzeigen nach dem Tierschutzgesetz folgten. Auch in Sachen Unterbringung gibt es heute strikte Vorgaben, die bei den amtstierärztlichen Kontrollen berücksichtigt werden müssen. So müssen die Tiere etwa Zugang zum Tageslicht und frischem Trinkwasser haben. Ein freier Auslauf ist vorgeschrieben. Darüber hinaus haben einige Betriebe große Pferdehöfe außerhalb von Wien, in denen die Tiere ihre freie Zeit, sowie ihre Ausbildung und ihre Pension verbringen.
Eine wissenschaftliche Studie der Veterinärmedizinischen Universität Wien aus dem Jahr 2008 hat ergeben, dass die Hitze nur wenig bis keine zusätzliche physiologische Belastung für die untersuchten Pferde mit sich brachte. In der Studie wurden Parameter wie Verhalten der Tiere, Körpertemperatur, Elektrolytstatus und Atemfrequenz vor während und nach den Fahrten berücksichtigt und dabei kaum gravierende Änderungen im Vergleich zu kühleren Tagen festgestellt. Dies wird auch von weiteren Fachtierärzten bestätigt. Eine der Amtstierärztinnen der MA60 teilte 2018 in einem Interview mit: „Wenn alle tierschutzrechtlichen Vorgaben erfüllt werden, stellt die Arbeit für die Pferde keine zusätzliche Belastung dar.“

## Galerie

Fiakerformen
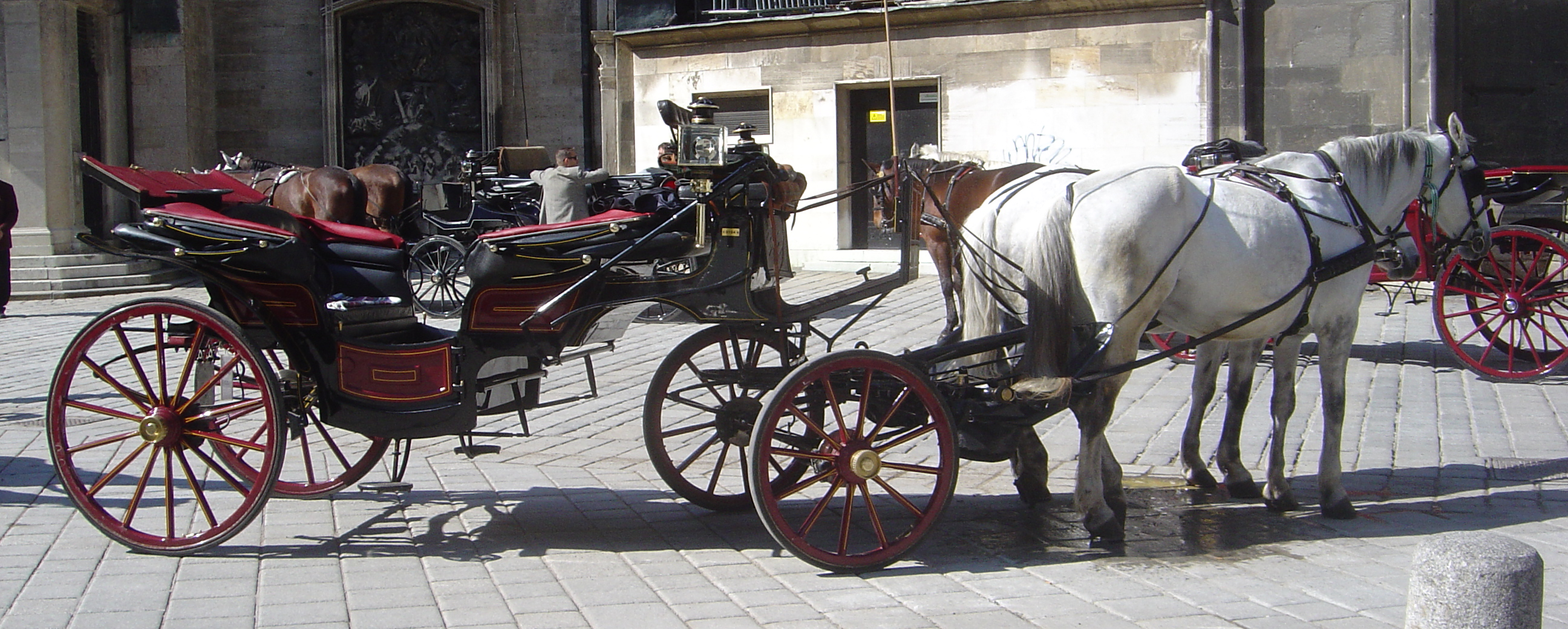
Geöffnet
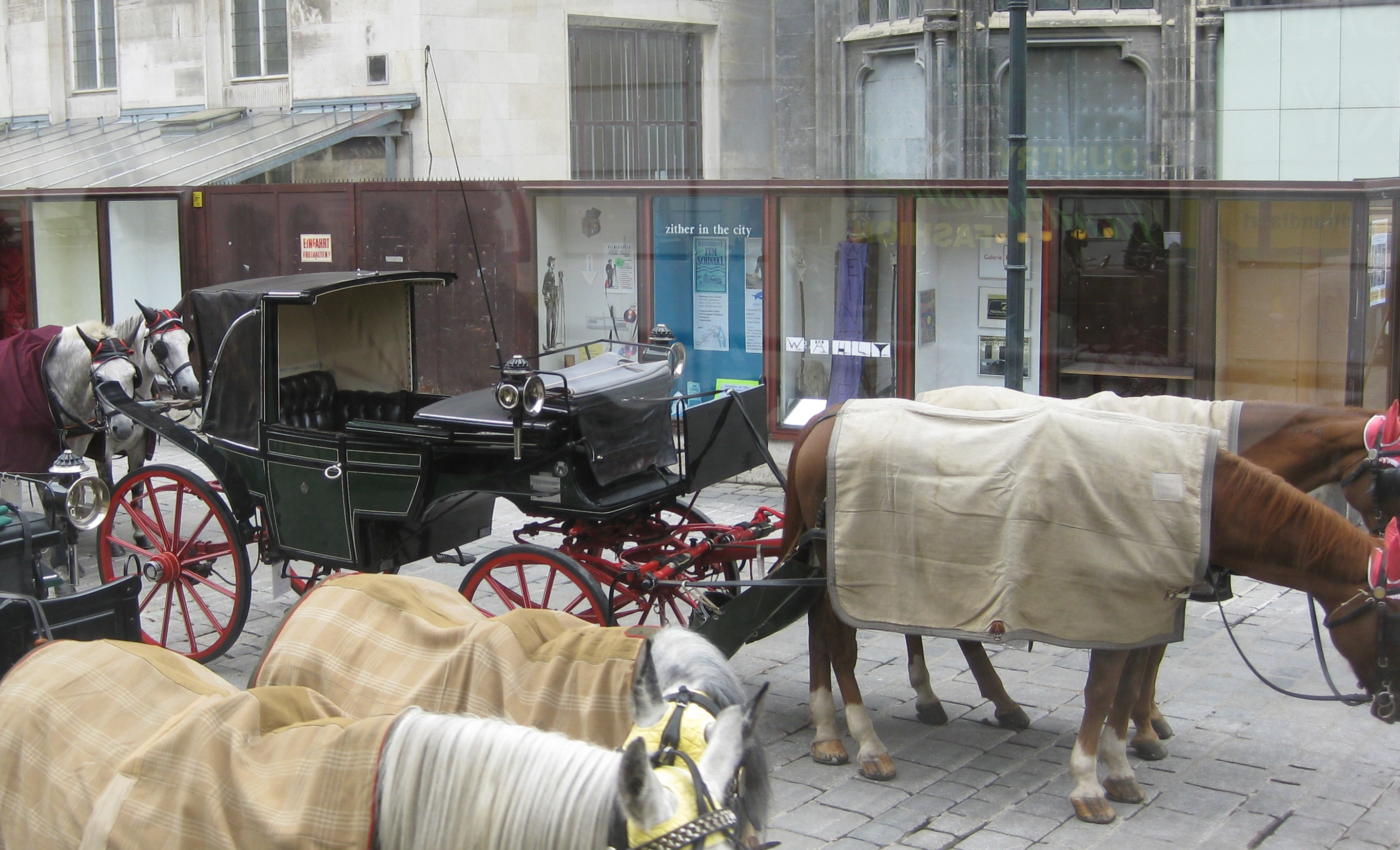
Halb geschlossen
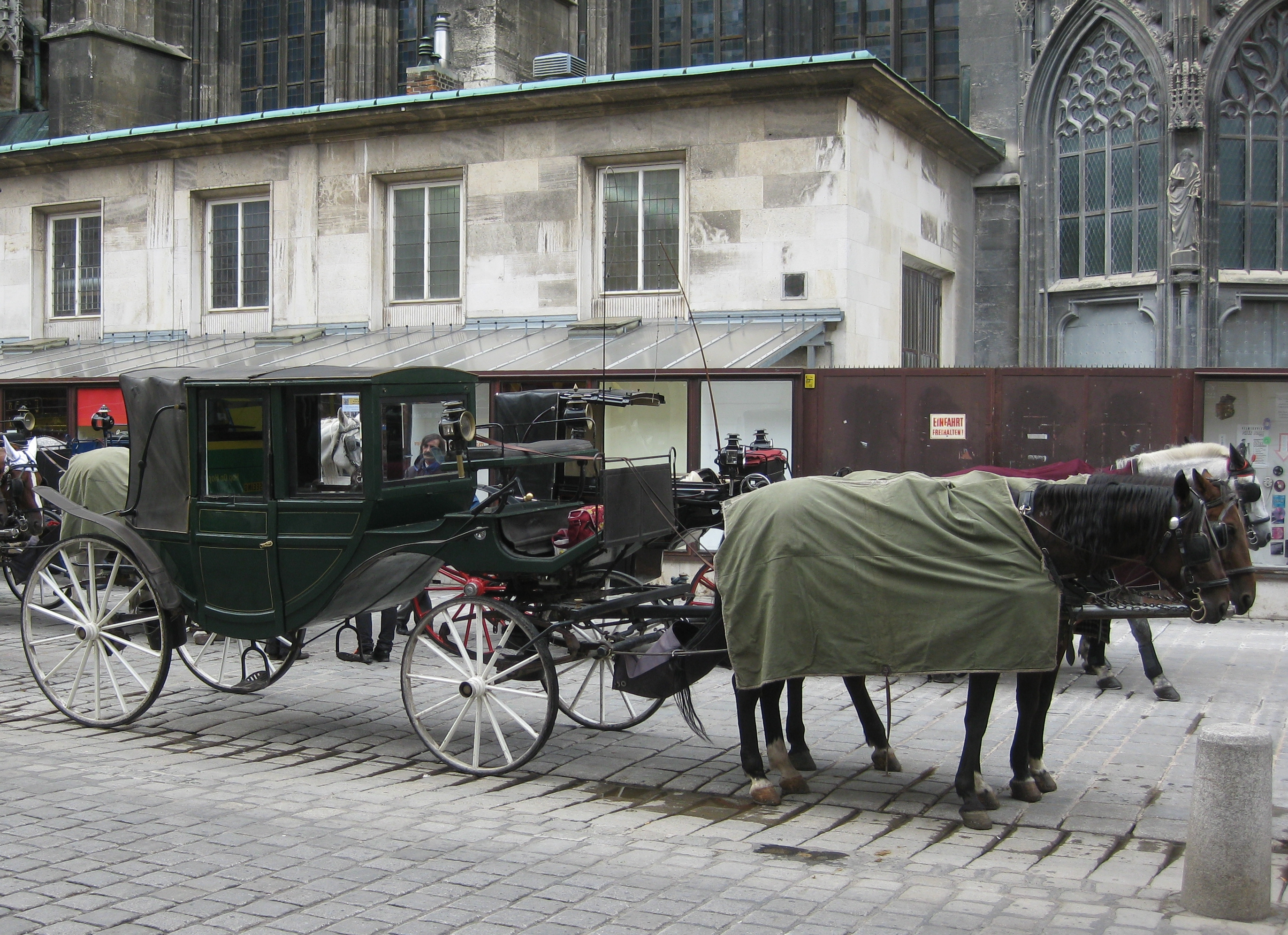
Geschlossen